# Nikita Morgaczow
Nikita Morgaczow (ros. Никита Андреевич Моргачёв, ur. 3 maja 1981 w Moskwie) – rosyjski wioślarz, reprezentant Federacji Rosyjskiej w wioślarskiej czwórce podwójnej podczas Letnich Igrzysk Olimpijskich w Pekinie.

## Osiągnięcia
- Mistrzostwa Świata – Eton 2006 – czwórka podwójna – 6. miejsce[1].
- Mistrzostwa Świata – Monachium 2007 – czwórka podwójna – 7. miejsce[1].
- Mistrzostwa Europy – Poznań 2007 – czwórka podwójna – 1. miejsce[2].
- Igrzyska Olimpijskie – Pekin 2008 – czwórka podwójna – 7. miejsce[1].
- Mistrzostwa Świata – Poznań 2009 – ósemka – 10. miejsce[2].
- Mistrzostwa Europy – Brześć 2009 – dwójka podwójna – 5. miejsce[2].
- Mistrzostwa Europy – Montemor-o-Velho 2010 – czwórka podwójna – 5. miejsce[2].